# Sophie von La Roche
Marie Sophie von La Roche, urodzona jako Gutermann von Gutershofen (ur. 6 grudnia 1730 w Kaufbeuren, zm. 18 lutego 1807 w Offenbach am Main) – niemiecka pisarka. Prowadziła salon literacki.

## Życiorys
Sophie Gutermann była córką Georga Friedricha Gutermanna, lekarza pochodzącego z Biberach an der Riß, i Reginy Barbary Gutermann z domu Unold, urodzonej w Kaufbeuren. Miała dwanaścioro rodzeństwa.
Jako dziecko już w wieku pięciu lat znała całą Biblię. Uczyła się języka francuskiego, tańca, malarstwa, muzyki, szycia i gotowania.
27 grudnia 1753 zawarła małżeństwo z urzędnikiem Georgiem Michaelem Antonem La Roche (1720–1788), który szybko zrobił karierę i zamieszkał jako kanclerz rządu elektora Trewiru w Ehrenbreitstein koło Koblencji.
Sophie i Georg mieli ośmioro dzieci, z których tylko pięcioro przeżyło. Jej pierwsza i ulubiona córka Maximilianewyszła za mąż za bogatego kupca z Frankfurtu – Petera Antona von Brentano i urodziła dwanaścioro dzieci. Zmarła w wieku 37 lat. Po jej śmierci siedmioro najmłodszych wnuków trafiło do babci, w tym Bettine Brentano i jej brat Clemens. La Roche opiekowała się nimi, dopóki nie znaleziono dla nich odpowiednich szkół z internatem. Druga córka Sophie, Luise, nazywana pieszczotliwie Lulu, uciekła do rodziców przed swoim brutalnym mężem. Mieszkając w domu rodzinnym, pomagała matce w opiece nad ojcem, który doznał udaru mózgu. Mąż Sophie von La Roche zmarł w 1789. Matka i córka mieszkały razem aż do śmierci Sophie w 1807.

## Rodzina

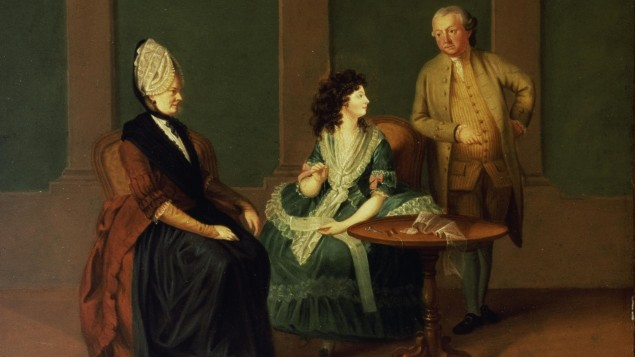
Sophie La Roche, jej córka, Maximiliane i jej mąż, Peter Anton Brentano, ok. 1773/1774

- Georg Friedrich Gutermann – ojciec;
- Regina Barbara Gutermann, z domu Unold – matka;
- Georg Michael Anton La Roche (ur. 1720, zm. pomiędzy 1788/1789) – mąż;
  - Maximiliane von La Roche (ur. 3 maja 1756, zm. 19 listopada 1793. Po mężu Maximiliane Brentano.) – córka;
  - Fritz von La Roche (ur. 10 grudnia 1757, zm. po 1814) – syn;
  - Luise von La Roche – Lulu (ur. 13 maja 1759, zm. 1832. Po mężu Luise Möhn.) – córka;
  - Carl Georg von La Roche – (ur. 11 stycznia 1766, zm. 11 września 1839) – syn;
  - Franz Wilhelm von La Roche – (16 kwietnia 1768, zm. 1791) – syn.

## Dzieła

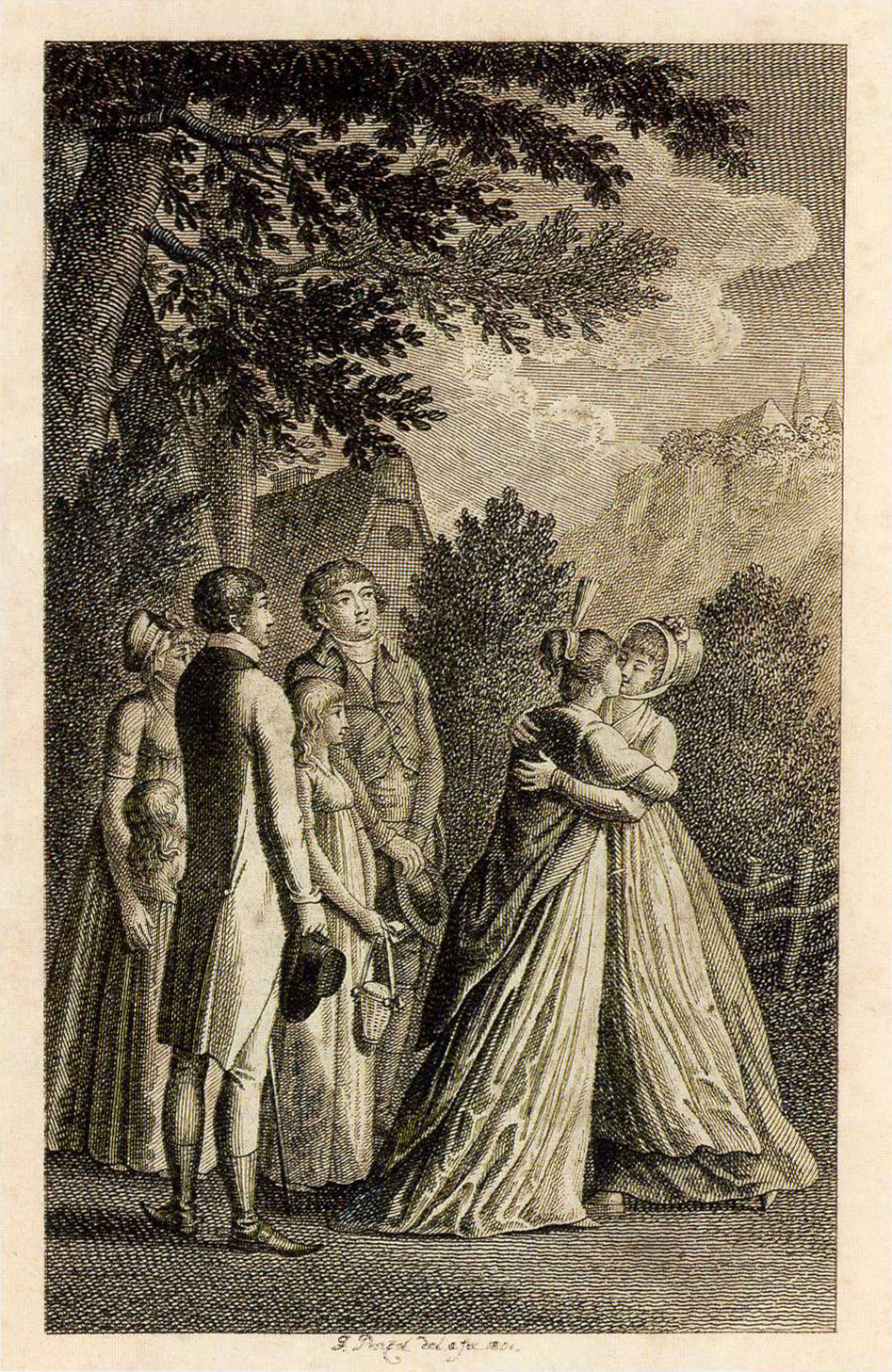
Frontyspis do Fanny i Julii (1801)

- 1771: Geschichte des Fräuleins von Sternheim[4], ISBN 978-3-423-13530-6.;
- 1772: Der Eigensinn der Liebe und Freundschaft, eine Englische Erzählung, nebst einer kleinen deutschen Liebesgeschichte, aus dem Französischen.;
- 1780–1781: Rosaliens Briefe an ihre Freundin Mariane von St**.;
- 1783–1784: Pomona für Teutschlands Töchter.;
- 1785, 1788: Briefe an Lina, ein Buch für junge Frauenzimmer, die ihr Herz und ihren Verstand bilden wollen.;
- 1786: Neuere moralische Erzählungen.;
- 1787: Tagebuch einer Reise durch die Schweiz.;
- 1787: Journal einer Reise durch Frankreich.;
- 1788: Tagebuch einer Reise durch Holland und England.;
- 1789: Geschichte von Miss Lony und Der schöne Bund.;
- 1791: Briefe über Mannheim.;
- 1791: Lebensbeschreibung von Friderika Baldinger, von ihr selbst verfasst.;
- 1791: Rosalie und Cleberg auf dem Lande.;
- 1793: Erinnerungen aus meiner dritten Schweizerreise.;
- 1795–1797: Briefe an Lina als Mutter.;
- 1796: Schönes Bild der Resignation.;
- 1798: Erscheinungen am See Oneida, mit Kupfern.;
- 1799: Mein Schreibetisch.;
- 1800: Reise von Offenbach nach Weimar und Schönebeck im Jahr 1799.;
- 1801: Fanny und Julia, oder die Freundinnen.;
- 1804: Liebe-Hütten.;
- 1805: Herbsttage.;
- 1806: Melusinens Sommerabende[5];
- 2011: Sitten der schönen Pariser Welt[6], ISBN 978-3-89812-831-5.